# Adidja Alim
Pour les articles homonymes, voir Alim.
Adidja Alim ou Youssouf Adoum est une femme politique camerounaise. De 2009 à 2019, elle est ministre de l'Éducation de base. Le 4 janvier 2019, par décret présidentiel du chef de l'État Paul Biya, elle est remplacée par Laurent Serge Etoundi Ngoa dans le gouvernement Joseph Dion Ngute.

## Biographie
Elle naît en 1956 dans le département de la Bénoué, dans la région du Nord-Cameroun. 

### Études
Elle est diplômée de l'ENAM, avec la spécialité d'inspectrice des affaires sociales.

### Carrière
Elle commence sa carrière professionnelle au service de la maternité de l'hôpital de Garoua. Elle devient plus tard directrice de la Maison de la femme de Garoua.

#### Députation
Elle est membre du RDPC. Elle devient députée à l'Assemblée nationale du Cameroun pour la circonscription issue du département de la Benoué -Est.

#### Mandats ministériels
Lors du remaniement ministériel du 30 juin 2009, elle devient ministre de l'Éducation de base.

## Distinctions
- En date du 24 octobre 2015, elle reçoit le prix d'excellence (Kirei-Na Gakko), décerné par l'Agence de coopération internationale du Japon (JICA) pour les « bonnes pratiques » pour la maintenance et l'entretien des écoles du projet Don japonais au Cameroun[5]. Le Cameroun est le troisième pays africain à recevoir cette distinction après la Tunisie en 2010 et le Malawi en 2013.

### Autres projets
- Adidja Alim sur Commons